# 龔以正
龔以正（1528年—？），字德禎，號友川，江西南昌府南昌縣人，進賢縣民籍，明朝政治人物。

## 生平
嘉靖四十年（1561年）辛酉科江西鄉試第三十六名舉人。嘉靖四十四年（1565年）中式乙丑科會試第二百十二名，三甲第七十九名進士。工部观政，本年六月授当涂知县，丁忧。隆慶元年（1567年）五月致仕。

## 家族
曾祖龔懋勝；祖父龔金，壽官；父龔沐，庠生；母陳氏。兄龚以听（庠生）。